# 垂花穗状报春
垂花穗状报春（学名：Primula cernua）为报春花科报春花属下的一个种。种加名 cernua 意为“匍匐垂下的”。